# 秀林鄉
秀林鄉（太魯閣語：Bsuring），舊稱「武士林」，位於臺灣花蓮縣北部，中央山脈之上，為花蓮縣的山地鄉之一。轄區面積約為1,642平方公里，約佔花蓮縣總面積的35%，是花蓮縣面積最大的行政區，也是臺灣面積最大的鄉鎮市區；人口約有1.7萬人，為臺灣人口最多的山地鄉。族群結構上有太魯閣族、賽德克族、泰雅族都達群，並以太魯閣族為最多，是臺灣太魯閣族人口最多的鄉鎮。
全境約有97%屬山坡河川地，八成以上土地屬於縣轄國有林班地，擁有廣大且豐富的山林資源。交通方面有北迴鐵路與蘇花公路行經境內東部海岸，中橫公路橫貫。一半土地屬於太魯閣國家公園的範圍，有太魯閣大峽谷、清水斷崖、海連天等自然景點，位於境內東北角的和平產業園區為臺灣規模最大的水泥工業區。

## 歷史
秀林鄉在清朝隸屬於台東直隸州蓮鄉地。在日治時代稱為「蕃地」，由研海支廳與花蓮港廳的蕃務課管理。戰後初期原屬於新城鄉管轄。1946年在政府積極提高原住民的民族平等地位以及扶助山地地區，在政治上廢除山地部落組織及頭目制度。同時將秀林改制為「鄉」，實施地方自治，來提高其政治地位，並設鄉治中心於「武士林」也就是現在的秀林村。最初訂定鄉名為「士林鄉」，但是因為和台北「士林」同名，因此取其當地山明水秀林木蒼薈的優雅環境之意，改意為現在的鄉名「秀林鄉」。
2007年12月，有鑑於三民鄉正名那瑪夏鄉（即今那瑪夏區），秀林鄉將比照其模式，計畫更名為「太魯閣鄉」。

## 地理

### 概論
秀林鄉位於花蓮縣北部，中央山脈東側，北以和平溪和宜蘭縣南澳鄉為界，東北濱太平洋，東南連新城鄉、花蓮市、吉安鄉、壽豐鄉，西鄰臺中市和平區、南投縣仁愛鄉，南接萬榮鄉。全境約有97%的土地屬於山地及丘陵地，僅3%左右為立霧溪及和平溪的沖積平原，境內地勢高聳陡峭，氣候亦隨高度有所變化，鄉境有一半被劃入太魯閣國家公園的範圍，觀光業甚為發達。主要流經境內的河流有和平溪、立霧溪、清水溪、木瓜溪為主，山岳的方面，台灣百岳的南湖大山、中央尖山、奇萊山、無名山、合歡東峰均位於秀林鄉內。

### 人口
根據花蓮縣政府民政處統計，2024年底鄉戶數約5.3千戶，人口約1.7萬人，是臺灣人口最多的山地鄉。鄉內人口最多與最少的村分別是富世村與佳民村，2024年底兩村人口分別為2,436人與1,332人。秀林鄉人口主要分布在立霧溪與和平溪的沖積平原地區，居民以臺灣原住民太魯閣族為主（約佔全鄉總人口的九成以上），而漢族則有閩南人、客家人以及早期開通中橫公路的榮民等族群。2024年底時，秀林鄉人口中0至14歲人口佔比15.61%，15至64歲人口佔比72.80%，65歲以上人口則佔比11.58%，老化指數約為74.19%，是花蓮縣人口老化程度最低的行政區。

## 政治

### 歷任首長
| 屆次 | 姓名   | 任期                           | 備註       |
| ---- | ------ | ------------------------------ | ---------- |
| 1    | 陳新生 |                                |            |
| 2    | 吳奉先 |                                |            |
| 3    | 吳奉先 |                                |            |
| 4    | 陳學益 |                                |            |
| 5    | 陳學益 |                                |            |
| 6    | 林芳榮 |                                |            |
| 7    | 詹榮文 |                                |            |
| 8    | 廖守臣 |                                |            |
| 9    | 廖守臣 |                                |            |
| 10   | 陳勇魁 |                                |            |
| 11   | 李繼生 |                                |            |
| 12   | 李繼生 |                                |            |
| 13   | 黃輝寶 | 1998年～2002年                 |            |
| 14   | 黃輝寶 | 2002年～2005年                 |            |
| 15   | 許淑銀 | 2005年～2009年                 |            |
| 16   | 許淑銀 | 2009年～2014年12月24日         |            |
| 17   | 李春風 | 2014年12月25日～2015年9月24日  | 辭職       |
| 17   | 王國洲 | 2015年9月25日～2015年11月18日  | 代理鄉長   |
| 17   | 李春風 | 2015年11月19日～2017年7月26日  | 補選又解職 |
| 17   | 蔡瑞光 | 2017年8月30日～2018年5月       | 代理鄉長   |
| 17   | 李繼生 | 2018年5月～2018年10月10日      | 代理鄉長   |
| 17   | 蔡光輝 | 2018年10月11日～2018年12月24日 | 代理鄉長   |
| 18   | 王玫瑰 | 2018年12月25日～2022年12月24日 |            |
| 19   | 王玫瑰 | 2022年12月25日～現任           |            |

### 鄉政組織

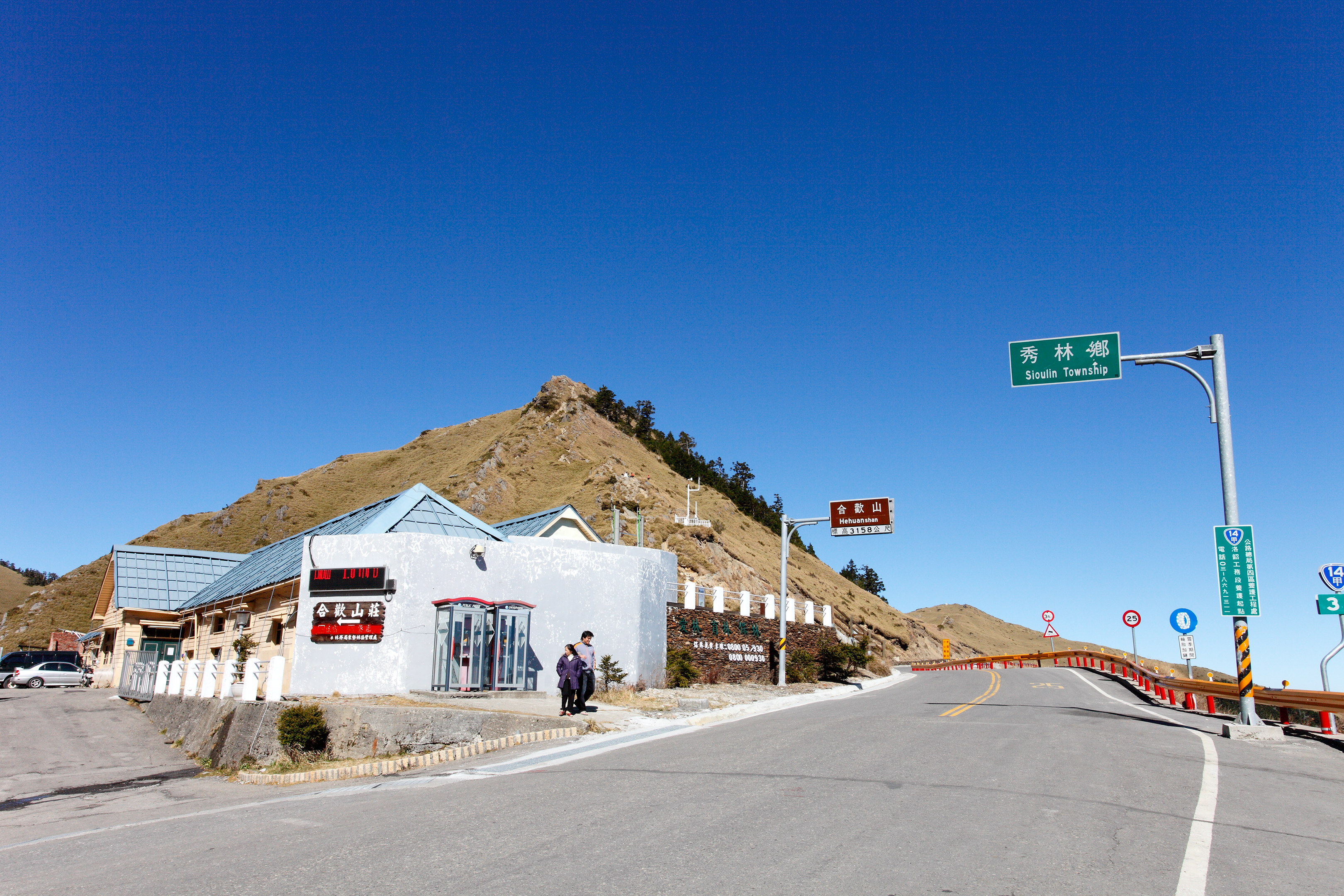
位於秀林鄉界上的太魯閣國家公園合歡山遊客服務中心，門前立有「秀林鄉」三字的告示牌。

秀林鄉公所是秀林鄉最高層級的地方行政機關，在中華民國政府架構中為鄉自治的行政機關，同時負責執行縣政府及中央機關委辦事項，秀林鄉的自治監督機關為花蓮縣政府。鄉長由全體鄉民直接選舉產生，任期為四年，可連選連任一次。秀林鄉公所並置鄉政會議，為鄉政最高決策機構，在鄉長之下，設有6課2室等8個內部單位及4個附屬機關。
秀林鄉民代表會是秀林鄉的最高民意機關，代表秀林鄉全體鄉民立法和監察鄉政。鄉民代表由公民直選選出，任期為四年，可連選連任。秀林鄉民代表會共有11位鄉民代表，分別為第一選區5席鄉民代表、第二選區2席鄉民代表、第三選區3席鄉民代表、第四選區1席鄉民代表，主席、副主席由11位鄉民代表互選產生。

### 行政區劃
以下列出的村屬於行政區劃，村內可能有數個部落。
| - 和平村（位於大濁水溪流域） - 克尼布部落（Knlibu，和平） - 吾子部落（Gukut，和中、姑姑仔） - 卡那岸部落（Qnragan，和仁） - 崇德村（位於立霧溪流域） - 得吉利部落（Tkijig，崇德） - 赫赫斯部落（Huhus，大禮） - 砂卡礑部落（Skadang，大同） - 富世村（位於太魯閣附近） - 玻士岸部落（Bsngan，富世） - 得卡倫部落（Dgarung，富興） - 卡魯給部落（Qrgi，可樂） - 秀林村（鄰近新城） - 秀林部落（Bsuring，武士林） - 道拉斯部落（Dowras，民享） - 固祿部落（Kulu，民治） - 陶樸閣部落（Tpuqu，民有） - 景美村（位於三棧溪流域） - 布拉旦部落（Pratan，三棧） - 克奧灣部落（Qowqan，景美、九宛） - 佳民村（鄰近加禮宛） - 格督尚部落（Kdusan，佳民） - 佳山部落（Wili） - 水源村（位於米崙溪流域） - 水源部落（Kulu / Pajiq，巴支可） | - 銅門村（位於木瓜溪流域） - 依柏合部落（Ibuh，榕樹） - 銅門部落（Mqmgi，慕克慕給） - 文蘭村（鄰近鯉魚潭） - 文蘭部落（Tmunan，銅文蘭） - 米亞丸部落（Myawan） - 重光部落（Branaw，布拉瑙） \| 秀林鄉行政區劃 \| \| 和 平 村 崇德村 富 世 村 秀林村 景美村 佳民村 水源村 銅 門 村 文 蘭 村 \| |
| 秀林鄉行政區劃 | |
| 和 平 村 崇德村 富 世 村 秀林村 景美村 佳民村 水源村 銅 門 村 文 蘭 村 | |

## 經濟

### 概況
秀林鄉全境多山及河蝕景觀，故鄉內產業多以屬第三級產業的觀光旅遊業為主，根據花蓮縣政府統計，太魯閣國家公園及台8線景觀區每月平均有30~40萬的旅遊人口，為當地所帶來的經濟效益不容小覷，而相對的，外部性效果也相對來的強。因當地盛產大理石，鄉內的第二級產業以水泥加工產業及和平工業區為主。第一級產業的方面，根據花蓮縣政府主計處的統計，秀林鄉的農特產為甘藷和南瓜，截至2014年底，秀林鄉約有30.73公頃的農地栽植南瓜，產量約佔全縣的7.3%。另有24.92公頃的農地栽植甘藷，約佔全縣產業的13%，另有少部分的玉米田但產量極少，剝皮辣椒在崇德村廣為販售。

### 生活機能
- 7-Eleven祥祐店、崇德店、天祥店、泰雅店、太魯閣店、加灣店、和平台泥店
- 全家便利商店秀林和平店
- 星巴克花蓮和平門市
- 康是美和平台泥門市

## 教育
秀林鄉無中等以上（國中、高中、大學）的教育機構（秀林國中位於新城鄉），境內設有13所國民小學（包括1所分校），分別為：
- 花蓮縣秀林鄉和平國民小學
- 花蓮縣秀林鄉崇德國民小學
- 花蓮縣秀林鄉富世國民小學
- 花蓮縣秀林鄉西寶國民小學
- 花蓮縣秀林鄉秀林國民小學
- 花蓮縣秀林鄉三棧國民小學
- 花蓮縣秀林鄉景美國民小學
- 花蓮縣秀林鄉佳民國民小學
- 花蓮縣秀林鄉水源國民小學
- 花蓮縣秀林鄉銅門國民小學
- 花蓮縣秀林鄉銅蘭國民小學
- 花蓮縣秀林鄉文蘭國民小學
- 花蓮縣秀林鄉文蘭國民小學重光分校

## 交通

### 鐵路
臺灣鐵路公司
- 北迴線：和平車站 - 和仁車站 - 崇德車站 - 景美車站 - 新城（太魯閣）車站（位於新城鄉，但亦為主要門戶）

### 公路

#### 省道
- 台8線（中部橫貫公路）：大禹嶺→天祥→太魯閣口（富世村）→太魯閣大橋
- 台9線（蘇花公路）：和平村→清水斷崖→崇德村→太魯閣大橋
  - 台9丙線：銅門村榕樹→仁壽橋→文蘭村→鯉魚潭→池南國家森林遊樂區
- 台14線（未貫通，已解編）：文蘭村→仁壽→銅門村→龍澗→天長斷崖→奇萊（為台電保線道路，奇萊以西接能高越嶺道至廬山）
  - 台14甲線：中橫公路霧社支線，合歡山遊客服務中心→克難關→大禹嶺

#### 鄉道
- 花1線：崇德村海濱→下崇德（村內道路）
- 花2線：上崇德→富世村
- 花3線：崇德村→海濱→上崇德（村外海濱道路）
- 花4線：富世村可樂部落→太魯閣大橋（橋下）→秀林村民有（陶樸閣）→新城鄉新城村海濱
- 花5線：太魯閣大橋→民治（固祿）→秀林村→民享（道拉斯）→景美村三棧部落（布拉旦）→新城鄉南三棧
- 花8線：秀林村→台9線→新城鄉順安村海濱
- 花9線：加灣→景美村→佳民村→佳民橋（須美基溪Spiki）
- 花10線：佳民村→新城鄉康樂村
- 花13線：水源大橋
- 花22線：花蓮水源地→水源大橋→吉安鄉太昌村
- 花24線：花蓮水源地→水源村→水源大橋
- 花34線：銅門大橋→銅門村榕樹部落→仁壽橋

### 公車資訊
- 公路客運
  - 統聯客運
    - 1133 花蓮轉運站—天祥
- 宜蘭縣市區公車
- 國光客運與葛瑪蘭客運聯營：
  - 201 羅東轉運站－北宜高－蘇澳轉運站－蘇花改－花蓮轉運站 ﹝經蘇澳轉運站、東澳火車站﹞
  - 201A 羅東轉運站－北宜高－蘇花改－花蓮轉運站 ﹝不經蘇澳轉運站、東澳火車站﹞
- 花蓮縣市區公車
  - 太魯閣客運
    - 302 新城火車站—天祥

### 港口
- 和平水泥專用港

## 旅遊景點
| - 臺灣水泥DAKA園區 - 太魯閣國家公園 - 禪光寺 - 長春祠 - 布洛灣遊憩區 - 山月吊橋 - 祥德寺 - 交通部觀光署 - 花東縱谷國家風景區 - 農業部林業及自然保育署 - 花蓮分署池南國家森林遊樂區 - 太魯閣牌樓 - 慈雲橋 - 九宛祠 - 普明寺 - 嵐山森林鐵路 - 銅門發電廠宿舍 - 清水發電廠 - 哈崙森林鐵路 | - 清水斷崖 - 坂下海灣（崇德海灣） - 燕子口 - 錐麓斷崖 - 九曲洞 - 水濂洞 - 蓮花池 - 碧綠神木 - 合歡埡口 - 屏風山 - 翡翠谷 - 慕谷慕魚 - 萬代峽 - 天長斷崖 - 能高鞍部 - 牡丹岩 |

## 外部連結
- 秀林鄉公所 （页面存档备份，存于）
- 太魯閣國家公園 （页面存档备份，存于）